# Raglius alboacuminatus
Raglius alboacuminatus är en insektsart som först beskrevs av Johann August Ephraim Goeze 1778. Enligt Catalogue of Life ingår Raglius alboacuminatus i släktet Raglius och familjen Rhyparochromidae, men enligt Dyntaxa är tillhörigheten istället släktet Raglius och familjen fröskinnbaggar. Arten är reproducerande i Sverige. Inga underarter finns listade i Catalogue of Life.